# Зая
За̀я е село в Северна България. То се намира в община Дряново, област Габрово.

## География
Село Зая се намира до главния път между градовете Габрово (на 25 km) и Велико Търново (на 18 km). На 5 km на югозапад е най-близкият град и общински център – Дряново. На североизток е град Дебелец. На 1 km на юг е село Ганчовец, свързано чрез удобен асфалтов път, който по средата си преминава над Дряновска река по здрав железобетонен мост, построен през 1936 година, впоследствие реконструиран и значително разширен. В землището на село Зая на 1 km на изток е и малкото селце Саласука.
Селото е разположено върху високи ридове, като къщите са застроени върху няколко хълма. В близост до селото Генювското дере се влива в Дряновска река.

## История
Населението на с. Зая през годините е било:
- 1911 година – 345 жители,
- 1934 година – 337 жители,
- 1946 година – 312 жители,
- 1956 година – 231 жители,
- 1965 година – 192 жители.

През 1950-те и 1960-те години във връзка с така наречената индустриализация селото има много изселници преди всичко към Велико Търново, Габрово, Дряново и София. Немалко заювчани работят във Вагонния завод – Дряново, пътувайки от село.
В селото живеят постоянно около 55 души, като разликата с посочения брой от титулната страница се дължи на факта, че не всички жители са с постоянна регистрация по местоживеене. Сградният фонд възлиза на около 75 къщи и вили. През последните 15 години селото постепенно започва да променя облика си. Реконструирани са 9 стари къщи. Изградени са още 6 нови вили. Чуждестранни граждани от Великобритания закупуват 5 къщи и шестима от тях се заселват за постоянно в селото. От пролетта на 2007 година магазинът на селото се стопанисва от англичани. Местонахождението на селото непосредствено до магистрален път и близостта му до общинския център и до два областни центрове, новото строителство, заселването на чужденци, както и завръщането на пенсионирани изселници, обуславят неговото бъдеще в краткосрочен план, различно от общата тенденция.
Участници в Руско-турската война от 1877 – 78
- Никола Стоянов – опълченец, роден 1854 г. На 6 август 1877 г. постъпва в четвърта рота на седма опълченска дружина, в която служи до 5 юли 1878 г. След Освобождението живее и работи в Зая като тепавичар и бояджия на прежди и платове. Почива на 1 юли 1935 г. на 81-годишна възраст.
- Парашкев Савов – опълченец, служил в седма рота на шеста опълченска дружина. Роден е в с. Геня (понастоящем обезлюдено селище), намиращо се на 2 км западно от село Зая.

Загинали през Балканските Войни 1912 – 1913
- Ботю Иванов Генев
- Иван Генев Порязов
- Йордан Коев Пенев
- Миню Стоянов Петков (с. Саласука)
- Симеон Христов Петков

Загинали през Първата световна война 1915 – 1918
- Бончо Пенчев Алтънов
- Генчо Колев Халачев
- Иван Ботев Цонев
- Нено Минчев Коев (с. Саласука)
- Пенчо Петров Петров
- Пеню Минев Петков (с. Саласука)
- Стефан Минчев Коев (с. Саласука)
- Стойно Бонев Ганев

Забележка: Село Саласука е малко селце на 1 км източно от Зая.

## Население
Български и английски граждани.
Преброяване на населението през 2011 г.
Численост и дял на етническите групи според преброяването на населението през 2011 г.:
|                     | Численост | Дял (в %) |
| Общо                | 55        | 100,00    |
| Българи             | 41        | 74,54     |
| Турци               | 5         | 9,09      |
| Цигани              | 0         | 0,00      |
| Други               | 7         | 12,72     |
| Не се самоопределят | 0         | 0,00      |
| Неотговорили        | 2         | 3,63      |

## Обществени институции
- Читалище със салон, сцена и библиотека. В двора на читалището има изграден паметник на загиналите жители на Зая в освободителните войни. Училището на селото е основано през 1922 година и е именувано на Отец Паисий.

## Редовни събития
- Събор на селото на всеки Великден. Всеки последен петък от месеца англичаните в селото организират в магазина караоке парти, в което участват както българи, идващи за уикенда в Зая, така и чужденци от съседните села. На Богоявление е ден на читалището на селото, който се чества с празненство, с участието на певческа група от гр. Дряново. През 2007 година се честват 85 години от създаването на читалището.

## Личности
- Стефан Тепавичаров – български офицер, генерал-майор от военноинженерното ведомство

## Снимки
- Зимна приказка от Зая
- Читалището
- Вечна памет на героите
- Главната улица
- Трактористът Никола Атанасов Минев от село Зая, 1968 г.
- Долната махала през зимата
- Красива къща в стар стил